# مقاطعة كلارك (واشنطن)
مقاطعة كلارك (بالإنجليزية: Clark County)‏ هي إحدى مقاطعات ولاية واشنطن في الولايات المتحدة الأمريكية.